# Rodney Howard-Browne
Rodney Howard-Browne (n. 12 iunie 1961, Port Elizabeth, Africa de Sud) este un predicator creștin al mișcării carismatice și evanghelist, care își are rezidența în Tampa, statul Florida, SUA începând cu mijlocul anilor '90. El este păstorul/conducătorul Bisericii The River at Tampa Bay, biserică pe care a fondat-o împreună cu soția sa, Adonica Howard-Browne, în anul 1996. De asemenea, conduce Misiunea Revival Ministries International.